# ウマル・イブン・ハッターブ
ウマル・イブン・ハッターブ（عمر بن الخطاب ʿUmar ibn al-Khattāb、592年? - 644年11月3日）は、初期イスラーム共同体（ウンマ）の指導者のひとりで、第2代正統カリフ（634年 - 644年）。

## 発音と表記
アラビア語での実際の発音：ウマル・ブヌ・ル＝ハッターブ
分かち書きの場合の発音：ウマル・イブン・アル＝ハッターブ
日本ではアラブ人名の定冠詞アルを除去してカタカナ表記する慣習があるため、本来のウマル・イブン・アル＝ハッターブではなくウマル・イブン・ハッターブと書かれていることが一般的である。

## 生い立ち
アラビア半島西部の都市マッカ（メッカ）に住むアラブ人のクライシュ族に属するアディー家の出身で、若い頃は武勇に優れた勇士として知られていた。610年頃、クライシュ族の遠い親族であるムハンマド・イブン・アブドゥッラーフがイスラーム教を開くと、ウマルはクライシュ族の伝統的信仰を守る立場からその布教活動を迫害する側に回った。伝えられるところによれば、血気盛んな若者であったウマルはある日怒りに任せてムハンマドを殺そうと出かけたが、その道すがら自身の妹と妹婿がイスラームに改宗したと聞き、激怒して行き先を変え、妹の家に乗り込んで散々に二人を打ちすえた。しかし、ウマルは兄の前で妹が唱えたクルアーン（コーラン）の章句に心を動かされて改悛し、妹を許して自らもイスラームに帰依した。ウマルがムスリム（イスラーム教徒）となると、クライシュ族の人々はウマルの武勇を怖れてムハンマドに対する迫害を弱め、またマッカで人望のあるウマル一家の支援はマッカにおいて最初期の布教活動を行っていたムハンマドにとって大いに助けとなったといわれている。
622年にムハンマドらムスリムがマッカを脱出し、ヤスリブ（のちのマディーナ（メディナ））に移住するヒジュラ（聖遷）を実行したのちは、マディーナで樹立されたイスラーム共同体の有力者のひとりとなり、イスラーム共同体とマッカのクライシュ族の間で行われた全ての戦いに参加した。また、夫に先立たれていたウマルの娘ハフサはムハンマドの4番目の妻となっており、ムハンマドの盟友としてウマルは重要な立場にあったことがうかがえる。

## ムハンマドの死から
632年にムハンマドが死去すると、マディーナではマッカ以来の古参のムスリム（ムハージルーン）とマディーナ以降の新参のムスリム（アンサール）の間で後継指導者の地位を巡る反目が表面化したが、ウマルは即座にムハンマドの古くからの友人でムハージルーンの最有力者であったアブー・バクルを後継指導者に推戴して反目を収拾し、マッカのクライシュ族出身の有力者が「神の使徒の代理人」を意味するハリーファ（カリフ）の地位を帯びてイスラーム共同体を指導する慣行のきっかけをつくった。アブー・バクルが2年後の634年に死去するとその後継者に指名され、第2代目のカリフとなる。

## 2代目カリフとして
ウマルは当初「神の使徒の代理人の代理人」（ハリーファ・ハリーファ・ラスールッラー  خليفة خليفة رسول اللّه khalīfa khalīfa Rasūl Allāh ）を名乗る一方、後世カリフの一般的な称号として定着する「信徒たちの指揮官」（アミール・アル＝ムウミニーン امير المؤمنين amīr al-mu'minīn ）の名乗りを採用した。また、ヒジュラのあった年を紀元1年とする現在のイスラーム暦のヒジュラ紀元を定め、クルアーンとムハンマドの言行に基づいた法解釈を整備して、後の時代にイスラーム法（シャリーア）にまとめられる法制度を準備した
。伝承によると、「信徒の指揮官」という称号は、彼の治世時代に教友のひとりがたまたま口にした言葉をウマルが非常に好ましい名称と思い、採用したと伝えられる。彼をこのように呼んだ最初の人物は預言者ムハンマドの従兄弟のアブドゥッラー・ブンジャフシュとも、アブー・バクルと同じタイム家の重鎮ムギーラ・イブン・シュウバとも、アムル・イブン・アル＝アースとも言われている。

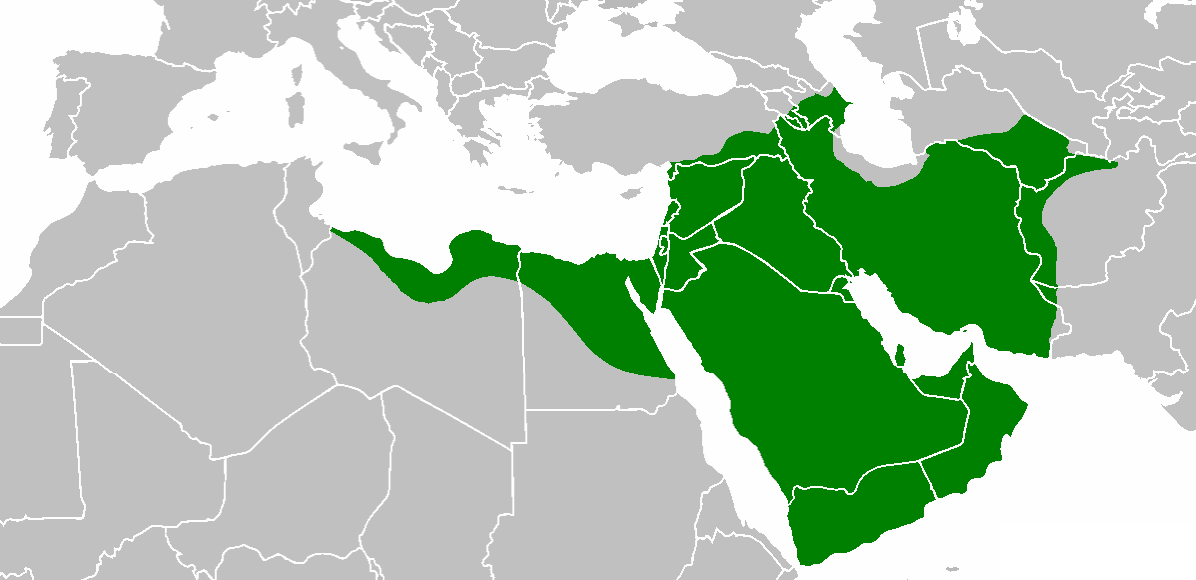
ウマル時代のイスラーム共同体最大領域（644年、ウマル没時）

政治の面では、アブー・バクルの時代に達成されたアラビア半島のアラブの統一を背景に、シリア、イラク、エジプトなど多方面に遠征軍を送り出してアラブの大征服を指導した。当時この地方では東のサーサーン朝と西の東ローマ帝国とが激しく対立していたが、長期にわたる戦いによって両国ともに疲弊しており、イスラム帝国はその隙をついて急速に勢力を拡大しつつあった。すでにアブー・バクル期末の633年にはメソポタミア地方に兵を出し、フィラズの戦いにおいてサーサーン朝に痛撃を与えていた。このような情勢下、イスラーム軍は635年9月には東ローマ領だったダマスカスを占領し、さらに636年8月20日には東ローマの援軍をハーリド・イブン・アル＝ワリードの指揮の元でヤルムークの戦いで撃破し、シリアで東ローマとサーサーン朝の連合軍をも打ち破り、シリアを制覇した
。636年11月にはカーディシーヤの戦いによってふたたびサーサーン朝を撃破し、637年7月にはサーサーン朝の首都クテシフォンを占領。639年にはアムル・イブン・アル＝アースに命じて東ローマ領のエジプトに侵攻し、642年にはアレキサンドリアを陥落させてエジプトを完全に自国領とした。642年にはイランに進んだムスリム軍がニハーヴァンドの戦いに勝利し、ヤズデギルド3世率いるサーサーン朝を壊滅状態に追い込んだ。644年にはキレナイカまで進撃し、ここをイスラーム領としている。
征服した土地では、アラブ人ムスリム優越のもとで非ムスリムを支配するために彼らからハラージュ（地租）・ジズヤ（非改宗者に課せられる税）を徴収する制度が考案され、各征服地にはアーミル（徴税官）が派遣される一方、軍事的な抑えとしてアミール（総督）を指揮官とするアラブ人の駐留する軍営都市（ミスル）を建設された。ウマルの時期に建設されたミスルとしては、イラク南部のバスラ（638年）やクーファ（639年）、エジプトのフスタート（現カイロ市南部、642年）などがある。ウマルはミスルを通じて張り巡らされた軍事・徴税機構を生かすための財政・文書行政機構としてディーワーン（行政官庁）を置き、ここを通じて徴税機構から集められた税をアター（俸給）としてイスラーム共同体の有力者やアラブの戦士たちに支給する中央集権的な国家体制を築き、歴史家によって「アラブ帝国」と呼ばれている、アラブ人主体のイスラーム国家初期の国家体制を確立した。
638年には首都のマディーナを離れて自らシリアに赴き、前線で征服の指揮をとった。同じ年、ウマルはムスリムによって征服されたエルサレムに入り、エルサレムがイスラム共同体の支配下に入ったことを宣言するとともに、キリスト教のエルサレム総主教ソフロニオスと会談して、聖地におけるキリスト教徒を庇護民（ズィンミー）とし、彼等がイスラームの絶対的優越に屈服しジズヤを支払う限りに於いて一定程度の権利を保障することを約束した。（ウマル憲章）また、このときにユダヤ教徒にも庇護民の地位が与えられ、このときからエルサレムにおいてイスラム教、キリスト教、ユダヤ教の3つの宗教が共存するようになった 。このとき、エルサレムの神殿の丘に立ち入ったウマルは、かつて生前のムハンマドが一夜にしてマッカからエルサレムに旅し、エルサレムから天へと昇る奇跡を体験したとき、ムハンマドが昇天の出発点とした聖なる岩を発見し、そのかたわらで礼拝を行って、エルサレムにおいてムスリムが神殿の丘で礼拝する慣行をつくったとされる。この伝承に従い、ウマイヤ朝時代にこの岩を覆うように築かれた岩のドームは、通称ウマル・モスクと呼ばれる。またウマルはソフロニオスから神への祈りを共にするよう誘われたが、ムスリムとして先例を残す事を好まずそれを断ったとされている。

## ジハード、死

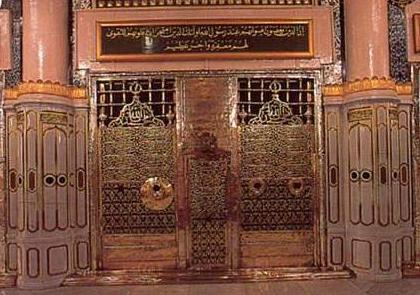
マディーナの預言者のモスクにあるウマルの墓

644年11月、ウマルはマディーナのモスクで礼拝をしている最中に、個人的な恨みをもったユダヤ人ないしペルシア人の奴隷によって刺殺された。この奴隷はウマルの奴隷ではなく、教友のひとりでウマルによってバスラ、クーファの長官となっていたアル＝ムギーラ・イブン・シュウバの奴隷（グラーム）のアブー・ルウルウであった。殺害の動機はウマルがハラージュ税を定めた時に彼の主人にも課税されたためこれを恨んだからであったという。ウマルはこの時6ケ所を刺される重傷を負い、3日後に非業の死を遂げた。ウマルはマディーナにある預言者のモスクに葬られた。
伝承によると、アブー・ルウルウは彼自身その場で取り押さえられて報復として殺害されているが、この時彼はモスク内で詰め寄ってきた人々をさらに11人刺しており、内9名が死亡するという大惨事となった。ウマルは刺された後、死の直前に後継のカリフを選ぶための、ウスマーン、アリー、タルハ・イブン・ウバイドゥッラー、アッ＝ズバイル・イブン・アル＝アッワーム、アブドゥッ＝ラフマーン・イブン・アウフ、サアド・イブン・アビーワッカースの6人からなる有力者会議（シューラー）のメンバーを後継候補として指名し、さらにアンサールのアブー・タルハ・ザイド・イブン・サフルに命じて他のアンサールから50人の男を選んで、彼らの6人から一人を選ぶようにも命じた。このような経過の末ウマルの死の後、互選によってウスマーン・イブン・アッファーンが第3代カリフに選出された。

## スンナ派、シーア派の評価
スンナ派では、ウマルは理想的な政治を行った指導者として非常に尊敬されている。もともと迫害側の有力者であったウマルの改宗は、ヒジュラ前の初期のイスラーム共同体にとって大きな転機となったので、ウマルはムスリムからは「ファールーク」 al-Fārūq الفاروق （「真偽を分かつ者」）と呼ばれる。しかし、ムハンマドの娘婿であり第4代カリフであるアリーのみが正統なムハンマドの後継者であると主張するシーア派においては、アブー・バクルとともにアリーが継承すべき指導者の地位を簒奪したとみなされ、呪詛の対象となることもある。なお、ウマルはカリフとしてウマル1世と呼ばれることもあるが、これは後のウマイヤ朝第8代カリフ、ウマル・イブン・アブドゥルアズィーズ（ウマル2世）と区別するためである。